# Incubadora Tecnológica de Curitiba
Incubadora Tecnológica de Curitiba (INTEC) é um projeto desenvolvido pelo Instituto de Tecnologia do Paraná (TECPAR) visando o desenvolvimento de novas empresas nas áreas de engenharia, informática (software), biomedicina, eletroeletrônica, metalurgia, mecânica e novos materiais. O projeto é pioneiro no Paraná, sendo considerado uma das primeiras incubadoras empresariais do Brasil, pois esta em prática desde 4 de setembro de 1989. O projeto tem a sua disposição um prédio dentro do TECPAR.